# Lucky Brew
České texty, výrazné melodie a chytlavé refrény, to jsou hlavní prvky kapely Lucky Brew v čele s energickou frontmankou Lucií. Mladá, ale přesto dobře zavedená prachatická kapela hrající crossover rock s prvky funky a popu funguje na scéně již deset let a čas od času potěší své fanoušky akustickým koncertem.

## Historie
V roce 2013 se Lucie Chánová jako patnáctiletá "slečinka" zúčastnila soutěže Prachatická Superstar. V doprovodné kapele soutěžících byli i dva budoucí členové Lucky Brew, Jan Rosa a Michal Piloušek. Slovo dalo slovo a spolu s Janem Matysem začala kapela pod názvem Lucie Chánová a kapela zkoušet. Po krátké době se přidal kytarista Dawe Štádler a postupně se začal vytvářet originální repertoár kapely. Po odjezdu Jana Matyse do Anglie se sestava ustálila na čtyřčlennou a byl změněn název na Lucky Brew. Následně začala kapela výrazně koncertovat, zúčastnila se i festivalu ve slovenském Zvolenu. Koncem roku 2014 byl vydán singl Chánovod, o rok později bezejmenná deska Lucky Brew. V roce 2018 Lucky Brew vydali druhou desku s jednoslovným názvem DÁL. Téhož roku z kapely odešel baskytarista Jan Rosa, místo něho byl přijat Tom Mayer. Celý rok Lucky Brew koncertovali. V roce 2019 kapelu z časových důvodů opustil zakládající člen Michal Piloušek. Do kapely byl přijat Ondřej Novák a kapela zároveň vydala videoklip na píseň Dotýkám se nebe. Koncem roku 2021 Lucky Brew představili singl Tisíc barev, o několik měsíců později singl Valčík. Na podzim roku 2022 Lucky Brew vydávají dva videoklipy k singlům Černobílá a Utíkám. Začátkem roku 2023 se kapela přihlásila do soutěže University Band Contest, vyhrála českobudějovické lokální kolo a postoupila do semifinále, které proběhlo v pražské Klubovně. Zbytek tohoto roku se Lucky Brew soustředili hlavně na koncertování, jehož vrcholem bylo předskakování Michalu Hrůzovi v Chlumu u Třeboně a účast na festivalu Sparda-Bank Blues & Jazz v německém Reckendorfu.   

## Diskografie
- 2014 - Singl Chánovod
- 2015 -  Lucky Brew
- 2018 - DÁL
- 2021 - Singl Tisíc barev
- 2022 - Singl Valčík
- 2022 - Singl Černobilá
- 2022 - Singl Utíkám
- 2024 - Singl Jedenkrát
- 2024 - Singl Noční můry

## Videoklipy
- 2019 - Dotýkám se nebe
- 2022 - Černobílá
- 2022 - Utíkám
- 2024 - Noční můry